# .السعودية
.السعودية أو  نقطة السعودية هو النطاق الأعلى في ترميز الدولة المدول للسعودية بالبونيكود (أي المساواة بالأحرف اللاتينية) هي .xn--mgberp4a5d4ar. تنقل المواقع حاليا من النطاق .sa الذي هو النطاق غير المدول للسعودية إلى نطاق دوت السعودية. سيفتح التسجيل للمواقع المتعلقة بحكومة السعودية من 31 مايو 2010 إلى 12 يوليو 2010.